# 意大利空军
義大利空軍（義大利語：Aeronautica Militare；縮寫AM，字面直譯為 「軍事航空部隊」）是義大利共和國的空軍部隊。於1923年3月28日由義大利國王維克多.伊曼紐爾三世創立，當時名為「義大利皇家空軍」（Regia Aeronautica）。第二次世界大戰後，義大利於1946年透過全民公投改制成為共和國，義大利皇家空軍隨之被賦予了現在的名稱。自成立以來，該軍種在義大利現代軍事史上發揮重要作用。其特技表演隊是三色箭飛行表演隊（Frecce Tricolori）。

## 歷史
從1923年建軍到二次大戰結束，義大利空軍被稱為「義大利皇家空軍」。

### 早期歷史及第一次世界大戰
義大利是最早建立軍事航空隊的國家之一，其空軍部隊的歷史可以追溯到1884年，當時義大利皇家陸軍被授權購買裝備並建立自己的航空部隊。「航空服務隊」因此成立，並在羅馬附近操作氣球。

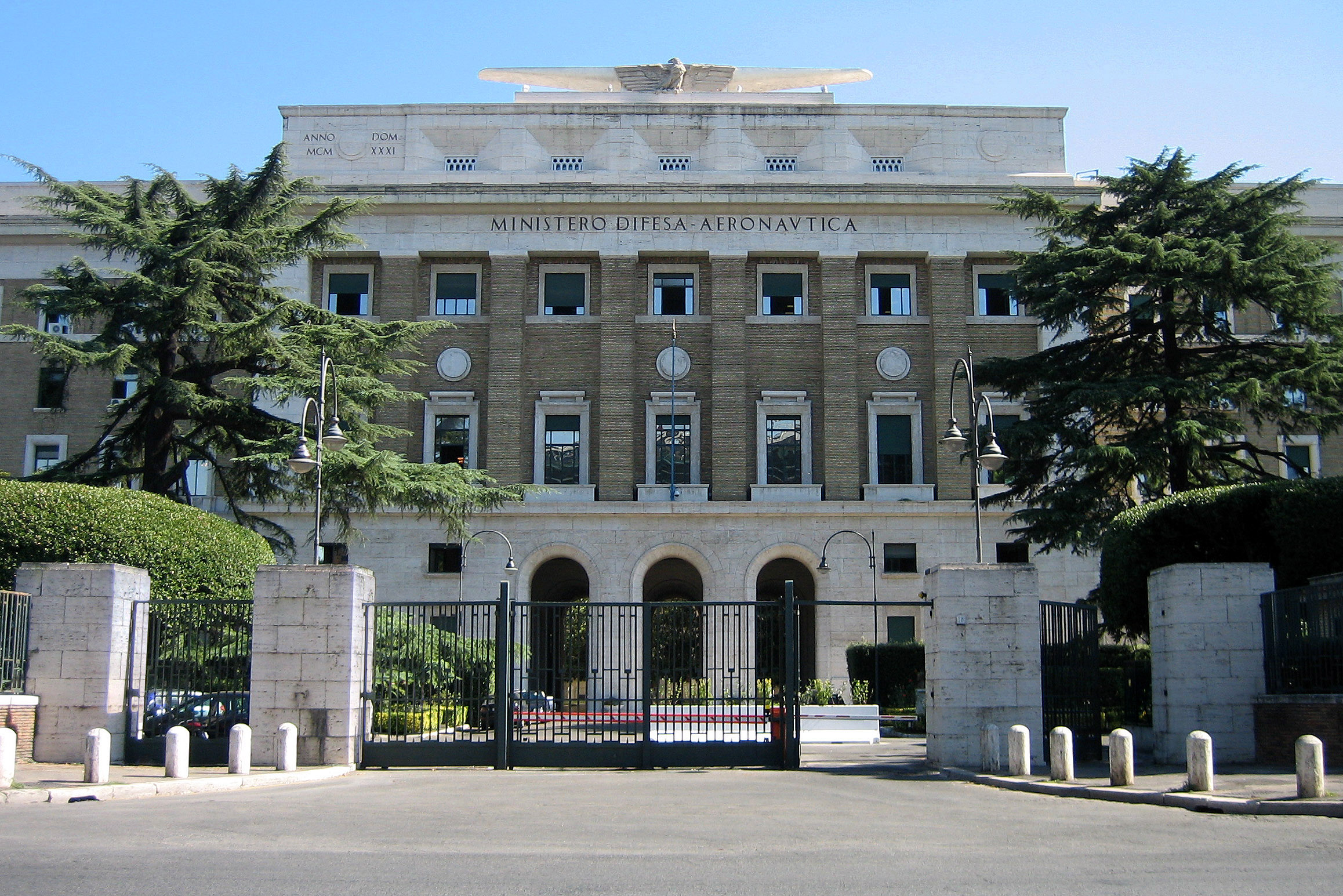
羅馬航空宮，此地為義大利空軍總部

1911年，在義土戰爭期間，航空服務隊改組為「軍事航空兵團」 ，並進行了偵察和轟炸，這是人類史上首次在武裝衝突中使用比空氣重的飛機投入軍事用途。

### 義大利皇家空軍的建立及第二次世界大戰
1923年3月28日，義大利國王維克多.伊曼紐爾三世成立義大利空軍，作為獨立軍種。這支空軍被稱為「義大利皇家空軍」。在1930年代，羽翼未豐的義大利皇家空軍參與了首次軍事行動，首先是1935年在衣索比亞，後來又參加了1936年至1939 年間的西班牙內戰。經過一段中立期後，義大利於1940年6月10日對法國宣戰，與德國一起加入第二次世界大戰。義大利皇家空軍可以部署3,000多架飛機，但實際可用的飛機只有不到60%。雖然如此，義大利機隊仍然從俄羅斯冰冷的大草原一直打到北非的廣裘沙漠，並遭遇慘重的傷亡損失。
1943年9月8日義大利與同盟國停戰後，義大利分裂為兩派，同樣的命運也降臨在義大利皇家空軍身上。直到戰爭結束，空軍被分為南部與盟軍結盟的義大利聯合交戰空軍（Aviazione Cobelligerante Italiana，ACI）和北部親軸心國的義大利社會共和國空軍（Aeronautica Nazionale Repubblicana，ANR）。1945年5月8日，敵對行動結束，義大利軍航空部隊開始重生。

### 戰後義大利空軍的重建及冷戰

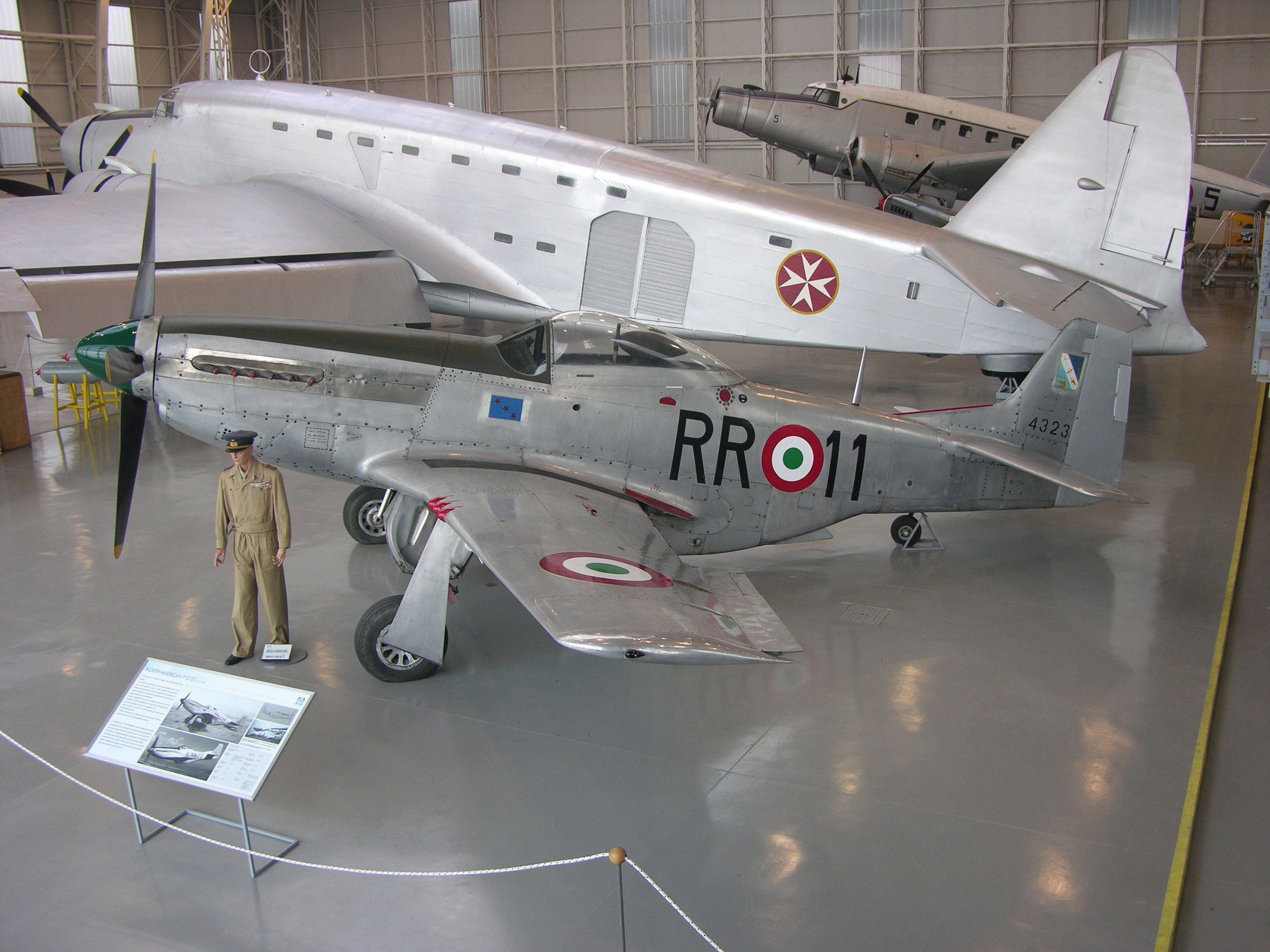
義大利的北美P-51D野馬式戰鬥機在布拉恰諾維尼亞迪瓦萊村義大利空軍博物館展出

1946年6月18日，根據國民的全體公民投票結果，義大利王國解體，義大利共和國成立。因此，義大利皇家空軍刪除了「皇家」頭銜，並改名為「軍事航空部隊」。
1947年的巴黎和約中的對義條文對義大利武裝部隊的規模曾經有嚴格的限制，其中針對空軍的條款包括：
1. 曾於黑衫軍和國家共和軍任職的前軍官不得在新的義大利軍隊任職（經義大利法院宣告無罪者除外，第55條）。
2. 義大利軍隊的員額人數限制為185,000人，外加65,000名卡賓槍騎兵（國家憲兵），最多只能有250,000人（第61條）。
3. 空軍規模僅限於200架戰鬥機、偵察機以及150架運輸機、空中救援、訓練和聯絡飛機，並且禁止擁有和操作轟炸機（第64條）。員額人數被限制為25,000人（第65條）。

但在1949年，伴隨著北約組織的成立及義大利的加盟，上述之限制大部份都被取消，也讓美國意識到讓包括空軍在內的所有義大利軍隊裝備現代化的必要性。因此透過美國共同防禦援助法案提供的軍事援助，義大利空軍引進了P-47雷霆和P-51野馬等美製螺旋槳戰鬥機。1952年，義大利空軍首次獲得噴射戰鬥機，即美製的F-84噴射雷霆戰鬥機和F-86D軍刀戰鬥機，以及超過200架許可製造的英國德哈維蘭吸血鬼戰鬥機；其次是來自美國的共和F-84F戰鬥機和C-119飛行車廂運輸機。重生的義大利航空工業也開始開發和生產一些自己的本土飛機設計，例如飛雅特G.91戰鬥機、艾爾瑪奇MB-326、比雅久P.166和奧古斯塔貝爾系列直升機。
第一批加入義大利空軍的超音速戰鬥機，是美國洛克希德公司的F-104星式戰鬥機，由包括比利時SABCA（薩伯卡/比利時航空製造公司）、西德梅塞施密特（1968年與他廠合併成為梅塞施密特-伯爾科-布洛姆公司、都尼爾飛機公司 、義大利飛雅特航空工業 (1969年與他廠合併成為義大利航太工業及荷蘭福克公司等在內的多家歐洲飛機公司生產。1970年代，義大利空軍另外還採購了義大利航太G.222和美製C-130力士式等現代化運輸機，能夠載運貨物或傘兵。另外還接收了可用於對地攻擊和防空目的的義大利航太F-104S星式戰鬥機。

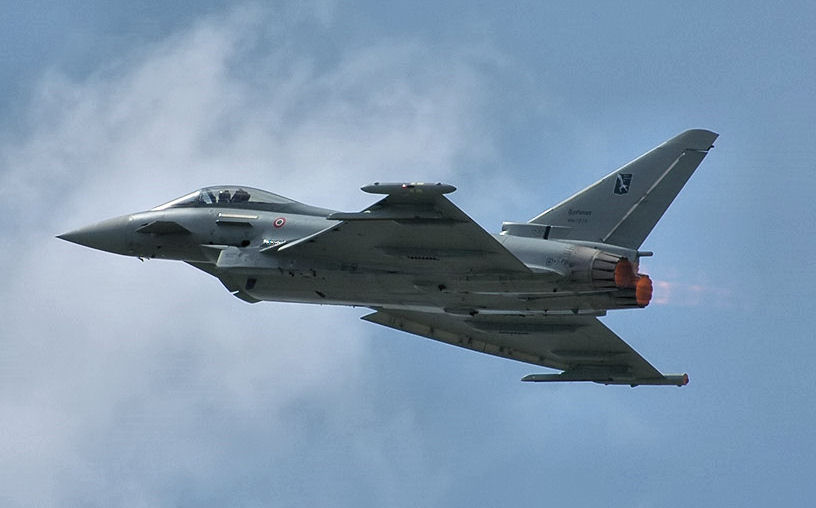
義大利空軍颱風戰鬥機

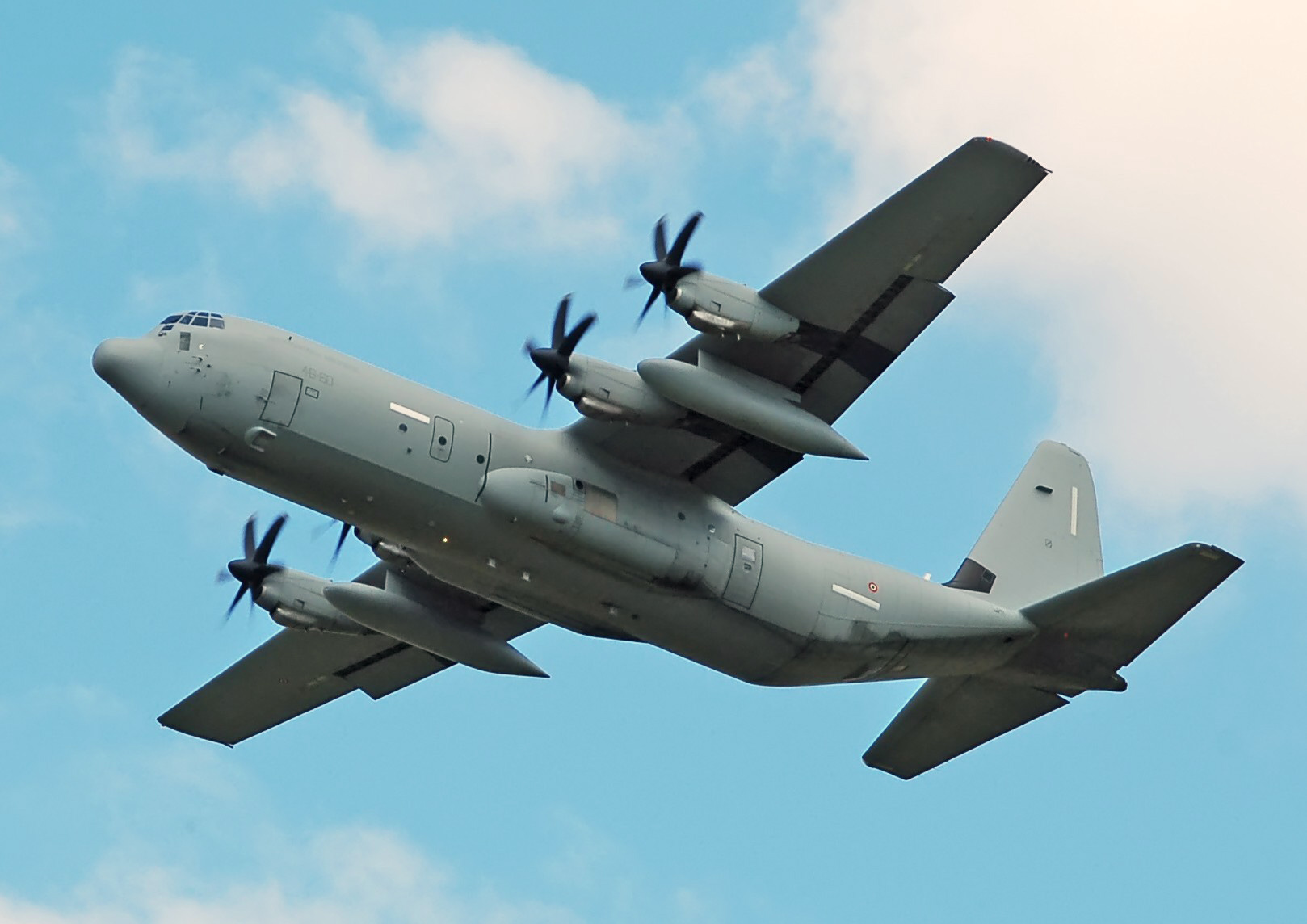
義大利空軍C-130J-30力士式運輸機在2014年RIAT英國皇家國際航空展中升空起飛

為了擴大義大利航空工業，義大利參與了一項龐大的三邊合作計畫，與西德和英國一起開發龍捲風戰機。截至2019年，龍捲風戰鬥機仍在這三國以及更多的國家服役。義大利公司也和巴西巴西航空工業公司合作進行了一個較小的計畫，開發和生產AMX攻擊機。

### 冷戰結束以迄今日之發展
1990年8月伊拉克入侵科威特，引發波斯灣戰爭後，義大利加入多國部隊，這是二次大戰結束將近半個世紀以來，義大利空軍首次派遣飛行員和飛機參與作戰行動。為了取代過時的F-104星式戰鬥機，義大利與德國、西班牙和英國聯合開發了颱風戰鬥機，預定於2000年進入義大利空軍服役。1994年，距離颱風戰鬥機服役還有幾年的時間，義大利從英國租賃了24 架龍捲風防空型（Tornado ADV）攔截機，租期10年，用來補充並取代老舊的F-104。然而，颱風戰鬥機生產的延誤迫使義大利人尋求補充，並替換租賃的龍捲風ADV。
由於英國的租約將於2004年到期，義大利政府希望避免昂貴的延期租約，因此選擇以多年租約的方式從美國租用34架二手F-16A/B ADF戰鬥機。義大利空軍在數年時間裡獲得了足夠數量的颱風戰鬥機後，最後一架F-16於2012年5月返回美國。颱風戰鬥機被用以取代所有F-104、龍捲風 ADV和F-16飛機。最後一架義大利F-104於2004年退役。
在索馬利亞、莫三比克和附近巴爾幹半島的武裝衝突，讓義大利空軍成為多國空軍的參與者，例如北約轟炸南斯拉夫，由於戰區就在距離義大利半島以東僅有幾分鐘的飛行時間。這讓義大利空軍的指揮官們很快就意識到，他們需要改善義大利的防空能力。
義大利空軍購買了22架C-130J戰術運輸機和12架C-27J斯巴達人戰術運輸機，取代了所有的G.222運輸機，來提高空軍的運輸或兵力投射能力。2003年，義大利空軍將其能力進一步擴展到以小型特種部隊為主力的小規模地面作戰。擔綱此任務的單位是第17特種作戰大隊（17º Stormo Incursori），該部隊又被稱為「空軍突擊大隊」（Reparto Incursori Aeronautica Militare，RIAM），第17特戰大隊的主要任務為負責對陸基航空基地進行突襲、前進空中管制（Forward Air Control，FAC ，引導飛機進行對地密接支援）和戰鬥搜救行動（Combat Search and Rescue，CSAR，營救困陷於戰區的飛行員）。

## 裝備

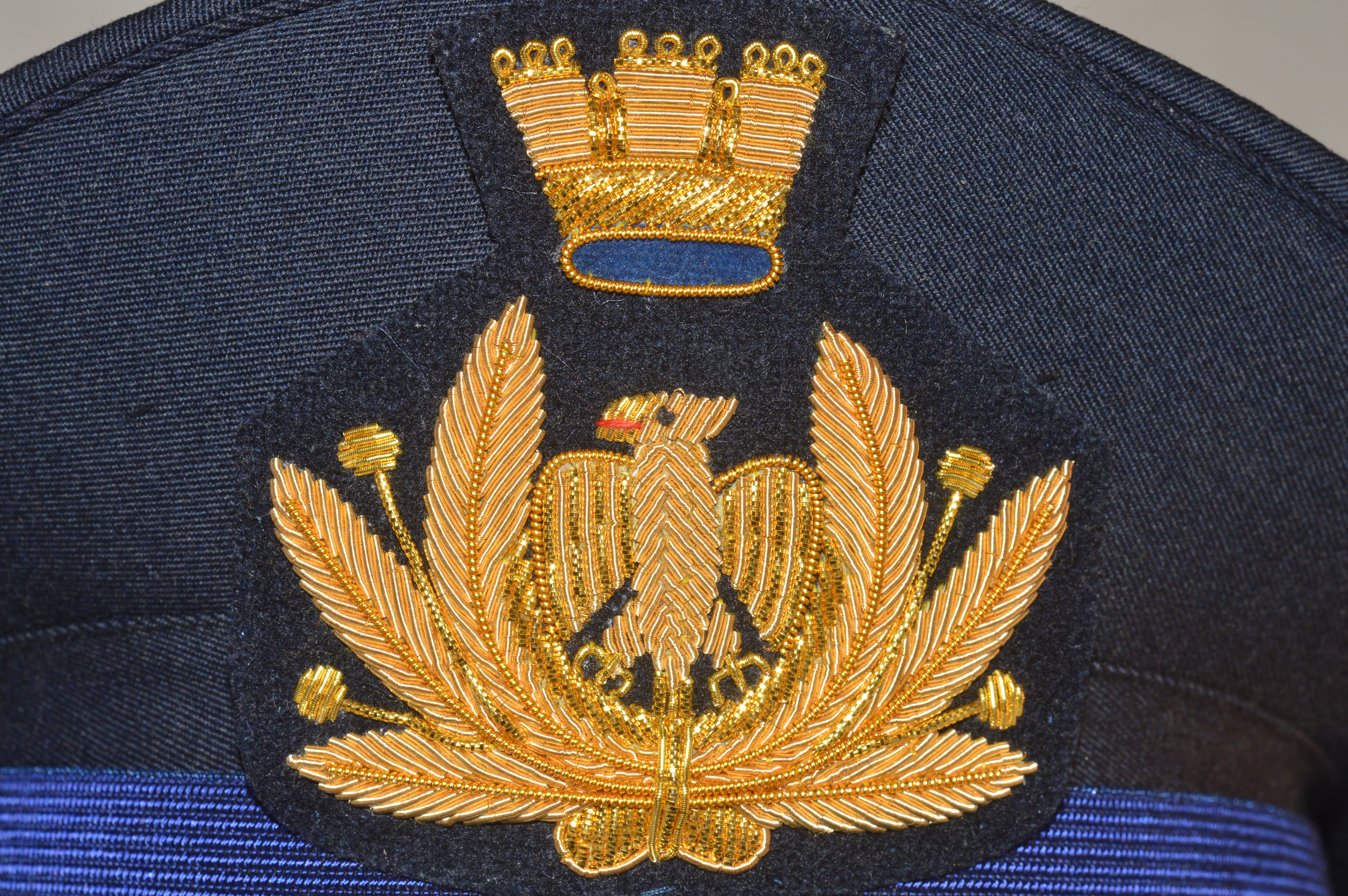
鴨舌帽正面的義大利空軍軍徽

更多資訊可參考：義大利現役軍用飛機列表和義大利空軍歷代使用飛機列表（1946年起）
截至 2014 年，義大利空軍有支擁有557架航空器的現役機隊，其中包括209架有人駕駛飛機和12架無人機，此外還訂購了8架颱風戰鬥機，並計劃購買95架F-35。

## 組織
可參考義大利空軍組織

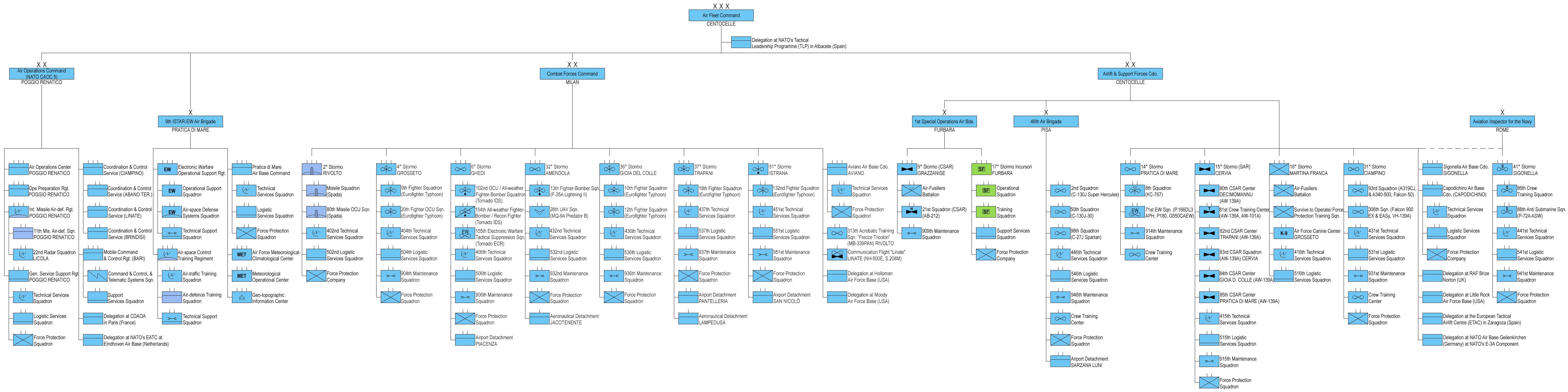
2022年義大利空軍組織架構（點選放大）

- 空軍總參謀部 (Capo di Stato Maggiore Aeronautica Militare)，羅馬航空宮（英语：Palazzo dell'Aeronautica）
  - 航空艦隊司令部 (Comando della Squadra Aerea，CSA)，[9]羅馬琴托切萊機場（英语：Centocelle Airport）
    - 作戰司令部（Comando Operazioni Aeree，COA），[10]波焦雷納蒂科
    - 作戰部隊司令部（Comando delle Forze da Combattimento），[11]米蘭
    - 空運和支援部隊司令部（Comando Forze per la Mobilità e il Supporto），[12]羅馬
    - 第9情報、監視、目標獲取和偵察-電子戰(ISTAR-EW) 航空旅（9ª Brigata Aerea ISTAR-EW），波梅齊亞普拉蒂卡迪馬雷空軍基地（英语：Pratica di Mare Air Base）
    - 第1特種作戰航空旅（1ª Brigata Aerea Operazioni Speciali），切爾韋泰里富巴拉空軍基地（義大利語：Aeroporto di Furbara）
    - 義大利空軍北約戰術領導計畫(TLP)代表團，西班牙阿爾瓦塞特阿爾瓦塞特機場（英语：Albacete Airport）

  - 後勤司令部 (Comando Logistico dell'AM，CLOG AM）) ，[13]羅馬
  - 空軍學校司令部（Comando Scuole dell'Aeronautica Militare）暨第3航空區指揮部（3 Regione Aerea），[14]巴里
  - 第1航空區指揮部（Comando 1 Regione Aerea），[15]米蘭

## 軍階
詳細可參考 義大利空軍軍階
不同於陸軍或海軍，義大利空軍官兵的階級章為臂章，通常別在制服或夾克右上臂。

#### 軍官
| 北约代碼 | OF-10                    | OF-9     | OF-9                                             | OF-8                       | OF-7                  | OF-6                | OF-5       | OF-4               | OF-3     | OF-2           | OF-2     | OF-1    | OF-1         | OF(D)  | Student officer |
| -------- | ------------------------ | -------- | ------------------------------------------------ | -------------------------- | --------------------- | ------------------- | ---------- | ------------------ | -------- | -------------- | -------- | ------- | ------------ | ------ | --------------- |
| 階級標示 | 無                       |          |                                                  |                            |                       |                     |            |                    |          |                |          |         |              | 無     | 無              |
| 中文     | 義大利元帥（1947年廢止） | 上將     | 中將，擔負特殊職責                               | 中將                       | 少將                  | 准將                | 上校       | 中校               | 少校     | 一級上尉       | 上尉     | 中尉    | 少尉         | 無設置 | 無設置          |
| 義大利文 | Maresciallo d'Italia     | Generale | Generale di squadra aerea con incarichi speciali | Generale di Corpo d'Armata | Generale di Divisione | Generale di Brigata | Colonnello | Tenente Colonnello | Maggiore | Primo capitano | Capitano | Tenente | Sottotenente |        |                 |

#### 士官與士兵
| 北约代碼 | OR-9                    | OR-9         | OR-9              | OR-8                        | OR-8                          | OR-8                        | OR-7                        | OR-7                   | OR-6              | OR-5     |
| -------- | ----------------------- | ------------ | ----------------- | --------------------------- | ----------------------------- | --------------------------- | --------------------------- | ---------------------- | ----------------- | -------- |
| 階級標示 |                         |              |                   |                             |                               |                             |                             |                        |                   |          |
| 中文     | 首席准尉                | 上級准尉     | 資深准尉          | 一等准尉                    | 二等准尉                      | 三等准尉                    | 資深士官長                  | 士官長                 | 上士              | 中士     |
| 義大利文 | Primo luogotenente q.s. | Luogotenente | Primo maresciallo | Maresciallo di prima classe | Maresciallo di seconda classe | Maresciallo di terza classe | Sergente maggiore capo q.s. | Sergente Maggiore Capo | Sergente Maggiore | Sergente |

| 北约代碼 | OR-4                          | OR-4                     | OR-4              | OR-4                | OR-4                    | OR-3         | OR-2          | OR-1   |
| -------- | ----------------------------- | ------------------------ | ----------------- | ------------------- | ----------------------- | ------------ | ------------- | ------ |
| 階級標示 |                               |                          |                   |                     |                         |              |               | 無     |
| 中文     | 特等下士                      | 一等下士                 | 二等下士一級      | 二等下士二級        | 三等下士                | 上等兵       | 一等兵        | 二等兵 |
| 義大利文 | Primo aviere capo scelto q.s. | Primo aviere capo scelto | Primo aviere capo | Primo aviere scelto | Primo caporale maggiore | Primo aviere | Aviere scelto | Aviere |

## 另可參看
- 義大利武裝部隊
  - 卡賓槍騎兵
  - 義大利財政衛隊
  - 義大利陸軍
  - 義大利海軍
- 義大利國際飛行訓練學校（IFTS）（英语：International Flight Training School）
- 義大利武裝部隊制服服制（英语：Uniforms of the Italian Armed Forces）
- 義大利航空軍事中心（英语：Centro Sportivo Aeronautica Militare）
- 義大利空軍歷代使用飛機列表（1946年起）（英语：List of aircraft used by Italian Air Force）
- 二次大戰義大利皇家空軍使用飛機列表（英语：List of Regia Aeronautica aircraft used in World War II）
- 一次大戰協約國使用飛機列表（英语：List of World War I Entente aircraft）